# 5-я дивизия (Япония)
Пя́тая диви́зия Импера́торской а́рмии Япо́нии (яп. 大日本帝国陸軍第五師団 Дайнихон тэйкоку рикугун дай-го сидан) — пехотная дивизия Императорской армии Японии.
Сформирована в 1888 году в Хиросиме. Участвовала в первой японо-китайской войне (1894—1895) , русско-японской войне, маньчжурском инциденте, сибирском походе, второй японо-китайской войне (1937—1945) и войне на Тихом океане. Расформирована в 1945 году в связи с капитуляцией Японской империи во Второй мировой войне.
Также известна как дивизия «Карпы», название которой происходит от Хиросимского замка, так называемого «замка карпов».

## История формирования
Пятая дивизия была сформирована 14 мая 1888 года на основе Хиросимского гарнизона, основанного в 1873 году. Она была одним из шести старейших армейских подразделений Японии. В состав дивизии входили выходцы из региона Тюгоку Западной Японии — префектур Хиросима, Ямагути и Симане. Главный штаб находился в городе Хиросима.

### Японо-китайская война (1894—1895)
29 июня 1894 года 5-я дивизия вошла в состав смешанного корпуса генерал-майора Осимы Ёсимасы и была отправлена на фронт одной из первых. Этот корпус вступил в бой с китайскими войсками империи Цин на юге Сеула, в Корее. Битва, которая была первым столкновением японских войск с иностранными после реставрации Мэйдзи, длилась один день и завершилась победой японцев. После этого дивизия в составе корпуса Осимы участвовала в захвате Пхеньяна, переправе через реку Ялуцзян и боях за порт Нючжуан.
Во время боксёрского восстания в Китае в 1900 году 5-я дивизия была основным военным подразделением восьми военных контингентов союзных государств, участвовавших в подавлении восстания.

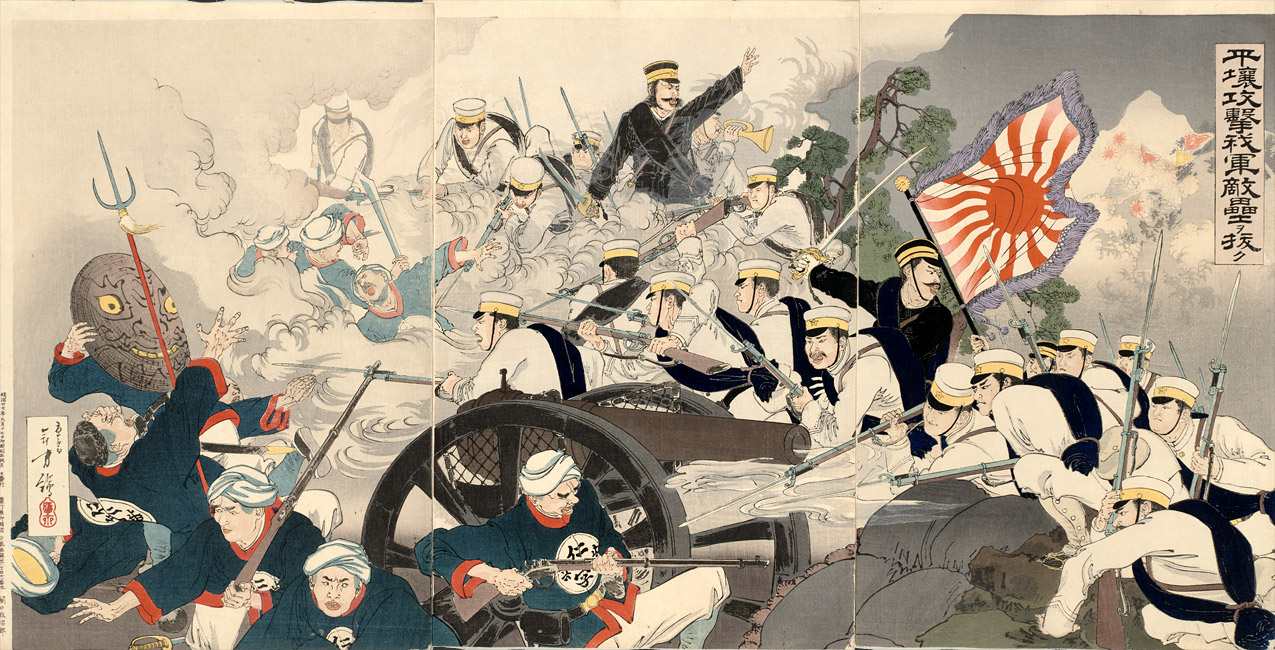
Пхеньянское сражение (с японской гравюры)

### Русско-японская война (1904—1905) и Сибирский поход (1919)
В 1904 году 5-я дивизия была прикреплена к 4-й армии. С 24 августа по 3 сентября она участвовала в победной битве при Лаояне, с 5 по 17 октября 1904 года — в битве на реке Шахе, которая завершилась ничьей, а с 20 февраля по 10 мая 1905 года — в битве при Мукдене, увенчавшейся победой Японии.
После подписания Портсмутского мира с Российской империей, с 1911 по 1913 годы «хиросимские карпы» расквартировались в Маньчжурии.
В 1919 году 5-я дивизия приняла участие в антибольшевистском Сибирском походе.

### Японо-китайская война (1937—1945)
В июле 1937 года Гарнизонная армия в Китае получила в качестве подкреплений 20-ю дивизию из Кореи и две отдельные смешанные бригады из находящейся в Маньчжоу-го Квантунской армии, а также 5-ю, 6-ю и 10-ю пехотные дивизии с Японских островов.
27 июля 1937 года 5-я дивизия вошла в состав японской Гарнизонной армии в Китае и вступила в Северный Китай. 31 августа Гарнизонная армия в Китае была ликвидирована, а вместо неё появился Северо-Китайский фронт. 5-я дивизия перешла в прямое подчинение этого фронта и участвовала в Чахарской операции и захвате города Тайюань. 30 марта 1938 года она вошла в состав 2-й армии и была брошена в битву за Сюйчжоу.
19 сентября 1938 года 5-ю дивизию перевели в подчинение 21-й армии для участия в завоевании провинции Гуандун в Южном Китае. 29 ноября Хиросимское подразделение снова перебросили в Северный Китай, в состав 12-й армии.
16 октября 1939 года 5-ю дивизию вторично перевели на китайский юг, прикрепив к 21-й армии, а после ликвидации последней 9 февраля 1940 года, передали 22-й армии и отправили на завоевание Французского Индокитая.

### Тихоокеанский театр военных действий Второй мировой войны

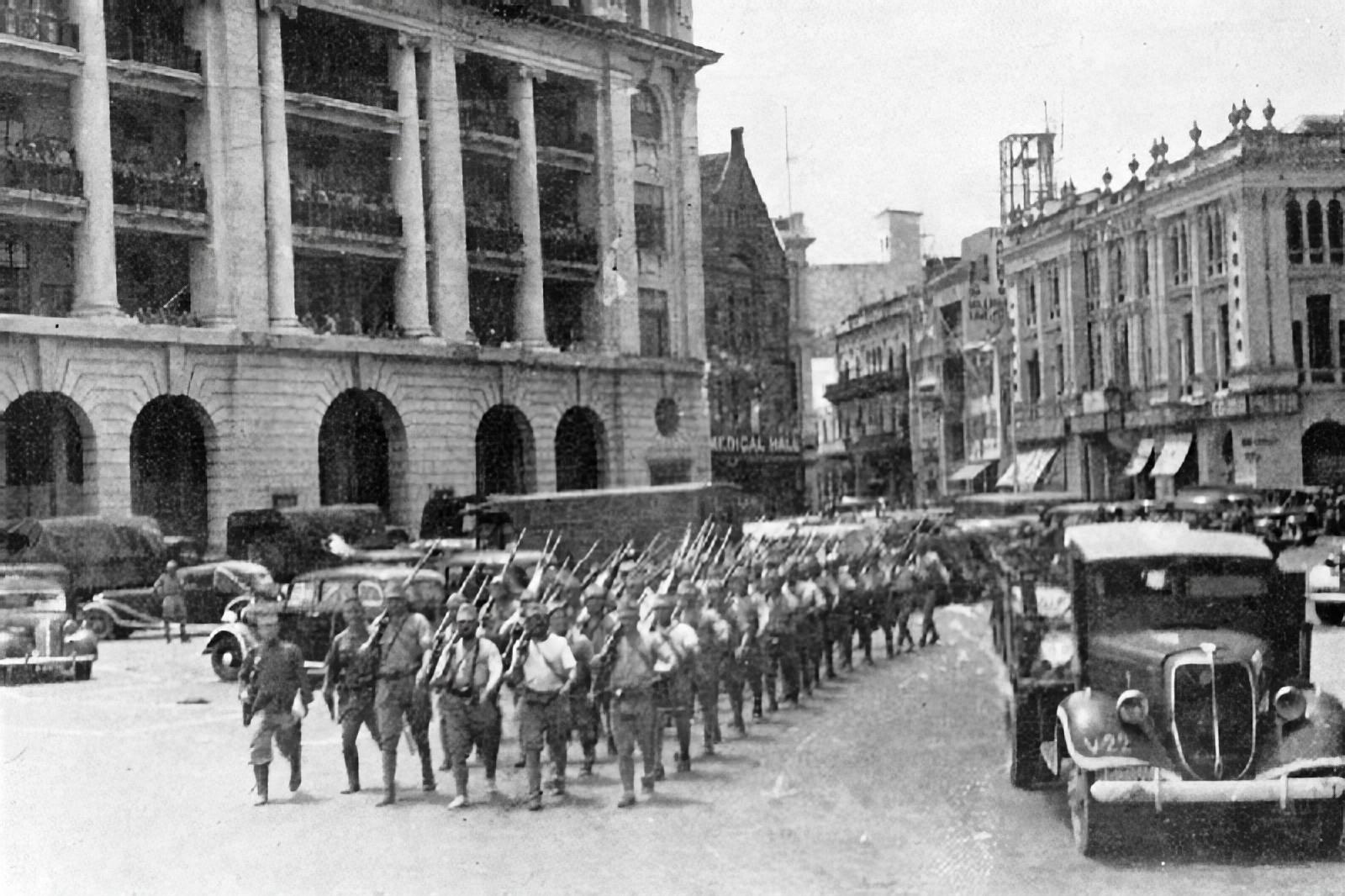
Японские войска вступают в Сингапур

12 октября 1940 года, перед началом войны на Тихом океане, 5-я дивизия перешла в прямое подчинение Генеральному штабу Вооружённых сил Японии и вместе с 5-й авиационной группой проводила учения по высадке на остров Кюсю. 6 ноября 1941 года дивизия вошла в состав 25-й армии под командованием генерал-лейтенанта Ямаситы Томоюки и приняла участие в кампании по завоеванию Юго-Восточной Азии.
8 декабря 1941 года «хиросимские карпы» молниеносно высадились в Таиланде, откуда двинулись в британскую Малайзию. 11 января 1942 года 5-я дивизия заняла Куала-Лумпур, а с 8 февраля по 15 февраля 1942 года выбила британские войска из Сингапура.
После этого 5-я дивизия принимала участие в захвате Филиппин, а в её состав были введены 9-я пехотная бригада с 41-м пехотным полком.
С января 1943 года 5-я дивизия подчинялась 19-й армии, а после ликвидации последней 28 февраля 1945 года, была инкорпорирована во 2-ю армию 8-го фронта.
Свой боевой путь дивизия закончила на острове Серам в Индонезии. Узнав по радио о капитуляции Японии, 15 августа 1945 года дивизионный командир Ямада Сэйити покончил с собой.

## Состав
С 1940 года 5-я дивизия стала мотострелковой и имела в своем составе 500 грузовых машин для перевозки артиллерии. Часть личного состава имела мотоциклы, остальные — велосипеды.
| На 1888 год: - 11-й пехотный полк - 21-й пехотный полк - 42-й пехотный полк - 5-й полк для специальных операций - 5-й полк полевой артиллерии - 5-й инженерный полк - 5-й транспортный полк | На 1942 год: - 9-я пехотная бригада - 11-й пехотный полк - 41-й пехотныий полк - 21-я пехотная бригада - 21-й пехотный полк - 42-й пехотный полк - 5-й полк горной артиллерии - 5-й кавалерийский полк - 5-й инженерный полк - 5-й транспортный полк | На 1945 год: - 11-й пехотный полк - 21-й пехотный полк - 42-й пехотный полк - 5-й полк для специальных операций - 5-й полк полевой артиллерии - 5-й инженерный полк - 5-й транспортный полк - Батальон связи - Батальон обслуживания оружия - Санитарный батальон - 2-й полевой госпиталь - 4-й полевой госпиталь - 2-й полевой госпиталь - Бухгалтерский батальон |

## Командующие
|    | Имя               | Имя на японском | Звание            | Термин                  |
| 1  | Нодзу Доган       | 野津道貫        | генерал-лейтенант | 14.05.1888 — 29.11.1894 |
| 2  | Оку Ясуката       | 奥保鞏          | генерал-лейтенант | 29.11.1894 — 14.10.1896 |
| 3  | Ямагути Мотооми   | 山口素臣        | генерал-лейтенант | 14.10.1896 — 17.03.1904 |
| 4  | Уэда Арисава      | 上田有沢        | генерал-лейтенант | 17.03.1904 — 02.11.1904 |
| 5  | Кигоси Ясуцуна    | 木越安綱        | генерал-лейтенант | 02.11.1904 — 03.09.1909 |
| 6  | Отани Кикудзо     | 大谷喜久蔵      | генерал-лейтенант | 03.09.1909 — 24.05.1915 |
| 7  | Охара Цуто        | 小原伝          | генерал-лейтенант | 24.05.1915 — 06.08.1917 |
| 8  | Фукуда Масатаро   | 福田雅太郎      | генерал-лейтенант | 06.08.1917 — 10.10.1918 |
| 9  | Ямада Рюити       | 山田隆一        | генерал-лейтенант | 10.10.1918 — 18.03.1919 |
| 10 | Судзуки Сороку    | 鈴木荘六        | генерал-лейтенант | 18.03.1919 — 15.06.1921 |
| 11 | Ямада Рикуцуи     | 山田陸槌        | генерал-лейтенант | 15.06.1921 — 06.08.1923 |
| 12 | Кисимото Сикатаро | 岸本鹿太郎      | генерал-лейтенант | 06.08.1923 — 28.07.1926 |
| 13 | Макита Цуюки      | 牧達之          | генерал-лейтенант | 28.07.1926 — 10.08.1928 |
| 14 | Харагути Хацутаро | 原口初太郎      | генерал-лейтенант | 10.08.1928 — 01.08.1930 |
| 15 | Тэраути Хисаити   | 寺内寿一        | генерал-лейтенант | 01.08.1930 — 09.01.1932 |
| 16 | Ниномия Харусигэ  | 二宮治重        | генерал-лейтенант | 09.01.1932 — 05.03.1934 |
| 17 | Коисо Куниаки     | 小磯國昭        | генерал-лейтенант | 05.03.1934 — 02.12.1935 |
| 18 | Хаяси Кацура      | 林桂            | генерал-лейтенант | 02.12.1935 — 01.03.1937 |
| 19 | Итагаки Сэйсиро   | 板垣征四郎      | генерал-лейтенант | 01.03.1937 — 25.05.1938 |
| 20 | Андо Рикити       | 安藤利吉        | генерал-лейтенант | 25.05.1938 — 09.11.1938 |
| 21 | Имамура Хитоси    | 今村均          | генерал-лейтенант | 09.11.1938 — 09.03.1940 |
| 22 | Накамура Акэто    | 中村明人        | генерал-лейтенант | 09.03.1940 — 15.10.1940 |
| 23 | Мацуи Такуро      | 松井太久郎      | генерал-лейтенант | 09.03.1940 — 11.05.1942 |
| 24 | Ямамото Цукаса    | 山本務          | генерал-лейтенант | 11.05.1942 — 02.10.1944 |
| 25 | Ямада Сэйити      | 山田清一        | генерал-лейтенант | 02.10.1944 — 15.08.1945 |
| 26 | Кобори Киндзё     | 小堀金城        | генерал-майор     | 15.08.1945              |